# ایگناسیو اوریب
ایگناسیو اوریب (انگلیسی: Ignacio Uribe؛ زادهٔ ۲۷ دسامبر ۱۹۳۳) بازیکن فوتبال اهل اسپانیا است.
از باشگاه‌هایی که در آن بازی کرده‌است می‌توان به باشگاه فوتبال اتلتیک بیلبائو اشاره کرد.
وی همچنین در تیم ملی فوتبال اسپانیا بازی کرده‌است.